# Частково еквівалентне відношення
Частково еквівалентне відношення (ЧЕВ) {\displaystyle R} на множині {\displaystyle X} є відношення симетричне і транзитивне. Іншими словами, для всіх {\displaystyle a,b,c\in X}:
1. Якщо {\displaystyle aRb}, тоді {\displaystyle bRa} (симетрія)
2. Якщо {\displaystyle aRb} і {\displaystyle bRc}, тоді {\displaystyle aRc} (транзитивність)

Якщо {\displaystyle R} також є рефлексивним, тоді {\displaystyle R} є відношенням еквівалентності.

## Властивості
У контексті теорії множин, є проста структура до загального ЧЕВ {\displaystyle R} на {\displaystyle X}: це відношення еквівалентності на підмножині {\displaystyle Y=\{x\in X|x\,R\,x\}\subseteq X}, де{\displaystyle Y} є такою підмножиною {\displaystyle X}, що у доповнені {\displaystyle Y}({\displaystyle X\setminus Y}) жоден елемент не пов'язаний відношенням {\displaystyle R} з будь-яким іншим. Згідно з конструкцією,{\displaystyle R} рефлексивно на {\displaystyle Y} і тому є відношенням еквівалентності на {\displaystyle Y}. Зверніть увагу, що {\displaystyle R} є вірним тільки для елементів {\displaystyle Y}: якщо {\displaystyle xRy}, то в силу симетрії {\displaystyle yRx}, тому {\displaystyle xRx} і {\displaystyle yRy} по транзитивності. І навпаки будь-яке відношення еквівалентності на {\displaystyle Y} автоматично стає ЧЕВ на {\displaystyle X}.
ЧЕВ використовується, в основному, в галузі інформатики, теорії типів і конструктивної математики.

## Приклади
Простий приклад ЧЕВ, який не є відношенням еквівалентності - {\displaystyle R=\emptyset } (якщо {\displaystyle X=\emptyset }, то в цьому випадку порожнє відношення є відношення еквівалентності (і це єдине відношення на {\displaystyle X})).

### У часткових функціях
Інший приклад ЧЕВ: розглянемо множину {\displaystyle A} і часткову функцію {\displaystyle f}, яка визначена на деяких елементах {\displaystyle A}, але не на всіх. {\displaystyle x\approx y} тоді і тільки тоді, коли {\displaystyle f} визначена на {\displaystyle x} і {\displaystyle y} та {\displaystyle f(x)=f(y)} є частково еквівалентним відношенням, але не відношенням еквівалентності. Воно володіє властивостями симетрії і транзитивності, але воно не є рефлексивним якщо {\displaystyle f(x)} не визначено, тоді {\displaystyle x\not \approx x} - фактично, для {\displaystyle x} не існує такого {\displaystyle y\in A}, щоб виконувалось {\displaystyle x\approx y}. (З цього слідує, що підмножина {\displaystyle A}, для якої {\displaystyle \approx } є відношенням еквівалентності, є підмножиною, на якій визначено {\displaystyle f}.)